# Heini Vatnsdal
Heini Vatnsdal (Vágur, 18 ottobre 1991) è un calciatore faroese, difensore del B36 Tórshavn.

## Carriera

### Club
Ha giocato nella prima divisione faroese.
Nella stagione 2023-2024, dopo aver precedentemente giocato nel corso degli anni numerose presenze nei turni preliminari delle varie competizioni UEFA per club, ha esordito nelle fasi finali di una di tali competizioni, giocando nello specifico 3 partite nella fase a gironi di Conference League.

### Nazionale
Nel 2013 ha esordito nella nazionale faroese.

## Statistiche

### Cronologia presenze e reti in nazionale
Aggiornato al 13 giugno 2023

| Cronologia completa delle presenze e delle reti in nazionale ― Fær Øer | Cronologia completa delle presenze e delle reti in nazionale ― Fær Øer | Cronologia completa delle presenze e delle reti in nazionale ― Fær Øer | Cronologia completa delle presenze e delle reti in nazionale ― Fær Øer | Cronologia completa delle presenze e delle reti in nazionale ― Fær Øer | Cronologia completa delle presenze e delle reti in nazionale ― Fær Øer | Cronologia completa delle presenze e delle reti in nazionale ― Fær Øer | Cronologia completa delle presenze e delle reti in nazionale ― Fær Øer |
| Data                                                                   | Città                                                                  | In casa                                                                | Risultato                                                              | Ospiti                                                                 | Competizione                                                           | Reti                                                                   | Note                                                                   |
| ---------------------------------------------------------------------- | ---------------------------------------------------------------------- | ---------------------------------------------------------------------- | ---------------------------------------------------------------------- | ---------------------------------------------------------------------- | ---------------------------------------------------------------------- | ---------------------------------------------------------------------- | ---------------------------------------------------------------------- |
| 7-6-2013                                                               | Dublino                                                                | Irlanda                                                                | 3 – 0                                                                  | Fær Øer                                                                | Qual. Mondiali 2014                                                    | -                                                                      | 44’                                                                    |
| 11-6-2013                                                              | Stoccolma                                                              | Svezia                                                                 | 2 – 0                                                                  | Fær Øer                                                                | Qual. Mondiali 2014                                                    | -                                                                      | 41’                                                                    |
| 14-8-2013                                                              | Attard                                                                 | Islanda                                                                | 1 – 0                                                                  | Fær Øer                                                                | Amichevole                                                             | -                                                                      | 86’                                                                    |
| 6-9-2013                                                               | Astana                                                                 | Kazakistan                                                             | 2 – 1                                                                  | Fær Øer                                                                | Qual. Mondiali 2014                                                    | -                                                                      | 80’                                                                    |
| 19-11-2013                                                             | Attard                                                                 | Malta                                                                  | 3 – 2                                                                  | Fær Øer                                                                | Amichevole                                                             | -                                                                      | 86’                                                                    |
| 1-3-2014                                                               | Gibilterra                                                             | Gibilterra                                                             | 1 – 4                                                                  | Fær Øer                                                                | Amichevole                                                             | -                                                                      | 45’                                                                    |
| 6-9-2016                                                               | Tórshavn                                                               | Fær Øer                                                                | 0 – 0                                                                  | Ungheria                                                               | Qual. Mondiali 2018                                                    | -                                                                      | 90’                                                                    |
| 11-10-2018                                                             | Tórshavn                                                               | Fær Øer                                                                | 0 – 3                                                                  | Azerbaigian                                                            | UEFA Nations League 2018-2019 - 1º Turno                               | -                                                                      | 78’                                                                    |
| 14-10-2018                                                             | Tórshavn                                                               | Fær Øer                                                                | 1 – 1                                                                  | Kosovo                                                                 | UEFA Nations League 2018-2019 - 1º Turno                               | -                                                                      | 83’                                                                    |
| 20-11-2018                                                             | Attard                                                                 | Malta                                                                  | 1 – 1                                                                  | Fær Øer                                                                | UEFA Nations League 2018-2019 - 1º Turno                               | -                                                                      | 34’                                                                    |
| 26-3-2019                                                              | Cluj-Napoca                                                            | Romania                                                                | 4 – 1                                                                  | Fær Øer                                                                | Qual. Euro 2020                                                        | -                                                                      | 29’                                                                    |
| 7-6-2019                                                               | Tórshavn                                                               | Fær Øer                                                                | 1 – 4                                                                  | Spagna                                                                 | Qual. Euro 2020                                                        | -                                                                      | 74’                                                                    |
| 10-6-2019                                                              | Tórshavn                                                               | Fær Øer                                                                | 0 – 2                                                                  | Norvegia                                                               | Qual. Euro 2020                                                        | -                                                                      | 84’                                                                    |
| 5-9-2019                                                               | Tórshavn                                                               | Fær Øer                                                                | 0 – 4                                                                  | Svezia                                                                 | Qual. Euro 2020                                                        | -                                                                      | 45’                                                                    |
| 8-9-2019                                                               | Gijón                                                                  | Spagna                                                                 | 4 – 0                                                                  | Fær Øer                                                                | Qual. Euro 2020                                                        | -                                                                      |                                                                        |
| 12-10-2019                                                             | Tórshavn                                                               | Fær Øer                                                                | 0 – 3                                                                  | Romania                                                                | Qual. Euro 2020                                                        | -                                                                      |                                                                        |
| 15-10-2019                                                             | Tórshavn                                                               | Fær Øer                                                                | 1 – 0                                                                  | Malta                                                                  | Qual. Euro 2020                                                        | -                                                                      |                                                                        |
| 15-11-2019                                                             | Oslo                                                                   | Norvegia                                                               | 4 – 0                                                                  | Fær Øer                                                                | Qual. Euro 2020                                                        | -                                                                      |                                                                        |
| 18-11-2019                                                             | Stoccolma                                                              | Svezia                                                                 | 3 – 0                                                                  | Fær Øer                                                                | Qual. Euro 2020                                                        | -                                                                      |                                                                        |
| 3-9-2020                                                               | Tórshavn                                                               | Fær Øer                                                                | 3 – 2                                                                  | Malta                                                                  | UEFA Nations League 2020-2021 - 1º Turno                               | -                                                                      |                                                                        |
| 6-9-2020                                                               | Andorra La Vella                                                       | Andorra                                                                | 0 – 1                                                                  | Fær Øer                                                                | UEFA Nations League 2020-2021 - 1º Turno                               | -                                                                      | 38’                                                                    |
| 7-10-2020                                                              | Herning                                                                | Danimarca                                                              | 4 – 0                                                                  | Fær Øer                                                                | Amichevole                                                             | -                                                                      | 62’                                                                    |
| 25-3-2021                                                              | Chișinău                                                               | Moldavia                                                               | 1 – 1                                                                  | Fær Øer                                                                | Qual. Mondiali 2022                                                    | -                                                                      | 40’                                                                    |
| 28-3-2021                                                              | Vienna                                                                 | Austria                                                                | 3 – 1                                                                  | Fær Øer                                                                | Qual. Mondiali 2022                                                    | -                                                                      | 59’                                                                    |
| 31-3-2021                                                              | Glasgow                                                                | Scozia                                                                 | 4 – 0                                                                  | Fær Øer                                                                | Qual. Mondiali 2022                                                    | -                                                                      | 76’                                                                    |
| 4-6-2021                                                               | Tórshavn                                                               | Fær Øer                                                                | 0 – 1                                                                  | Islanda                                                                | Amichevole                                                             | -                                                                      |                                                                        |
| 7-6-2021                                                               | Tórshavn                                                               | Fær Øer                                                                | 5 – 1                                                                  | Liechtenstein                                                          | Amichevole                                                             | -                                                                      | 45’                                                                    |
| 4-9-2021                                                               | Tórshavn                                                               | Fær Øer                                                                | 0 – 1                                                                  | Danimarca                                                              | Qual. Mondiali 2022                                                    | -                                                                      | 73’                                                                    |
| 7-9-2021                                                               | Tórshavn                                                               | Fær Øer                                                                | 2 – 1                                                                  | Moldavia                                                               | Qual. Mondiali 2022                                                    | 1                                                                      |                                                                        |
| 12-10-2021                                                             | Tórshavn                                                               | Fær Øer                                                                | 0 – 1                                                                  | Scozia                                                                 | Qual. Mondiali 2022                                                    | -                                                                      | 59’                                                                    |
| 11-6-2022                                                              | Tórshavn                                                               | Fær Øer                                                                | 2 – 1                                                                  | Lituania                                                               | UEFA Nations League 2022-2023 - 1º Turno                               | -                                                                      | 25’                                                                    |
| 14-6-2022                                                              | Lussemburgo                                                            | Lussemburgo                                                            | 2 – 2                                                                  | Fær Øer                                                                | UEFA Nations League 2022-2023 - 1º Turno                               | -                                                                      | 60’                                                                    |
| 25-9-2022                                                              | Tórshavn                                                               | Fær Øer                                                                | 2 – 1                                                                  | Turchia                                                                | UEFA Nations League 2022-2023 - 1º Turno                               | -                                                                      |                                                                        |
| 24-3-2023                                                              | Chișinău                                                               | Moldavia                                                               | 1 – 1                                                                  | Fær Øer                                                                | Qual. Euro 2024                                                        | -                                                                      | 79’ 86’                                                                |
| 27-3-2023                                                              | Skopje                                                                 | Macedonia del Nord                                                     | 1 – 0                                                                  | Fær Øer                                                                | Amichevole                                                             | -                                                                      | 45’                                                                    |
| 17-6-2023                                                              | Tórshavn                                                               | Fær Øer                                                                | 0 – 3                                                                  | Rep. Ceca                                                              | Qual. Euro 2024                                                        | -                                                                      |                                                                        |
| 20-6-2023                                                              | Tórshavn                                                               | Fær Øer                                                                | 1 – 3                                                                  | Albania                                                                | Qual. Euro 2024                                                        | -                                                                      |                                                                        |
| Totale                                                                 |                                                                        | Presenze                                                               | 37                                                                     |                                                                        | Reti                                                                   | 1                                                                      |                                                                        |